# KV-2
KV-2（ロシア語: КВ-2：カーヴェー ドヴァー）は、第二次世界大戦中にソビエト連邦で開発された重戦車である。
"KV"とは、当時のソ連国防相であるクリメント・ヴォロシーロフ（Климент Ворошилов）の名を冠したもので、英語では「KV」、ドイツ語では「KW」と表記される。
152mm榴弾砲D-10Tを搭載した回転砲塔を装備するその巨体ゆえに、ドイツ兵からはギガント（巨人）と呼ばれた。

## 概要

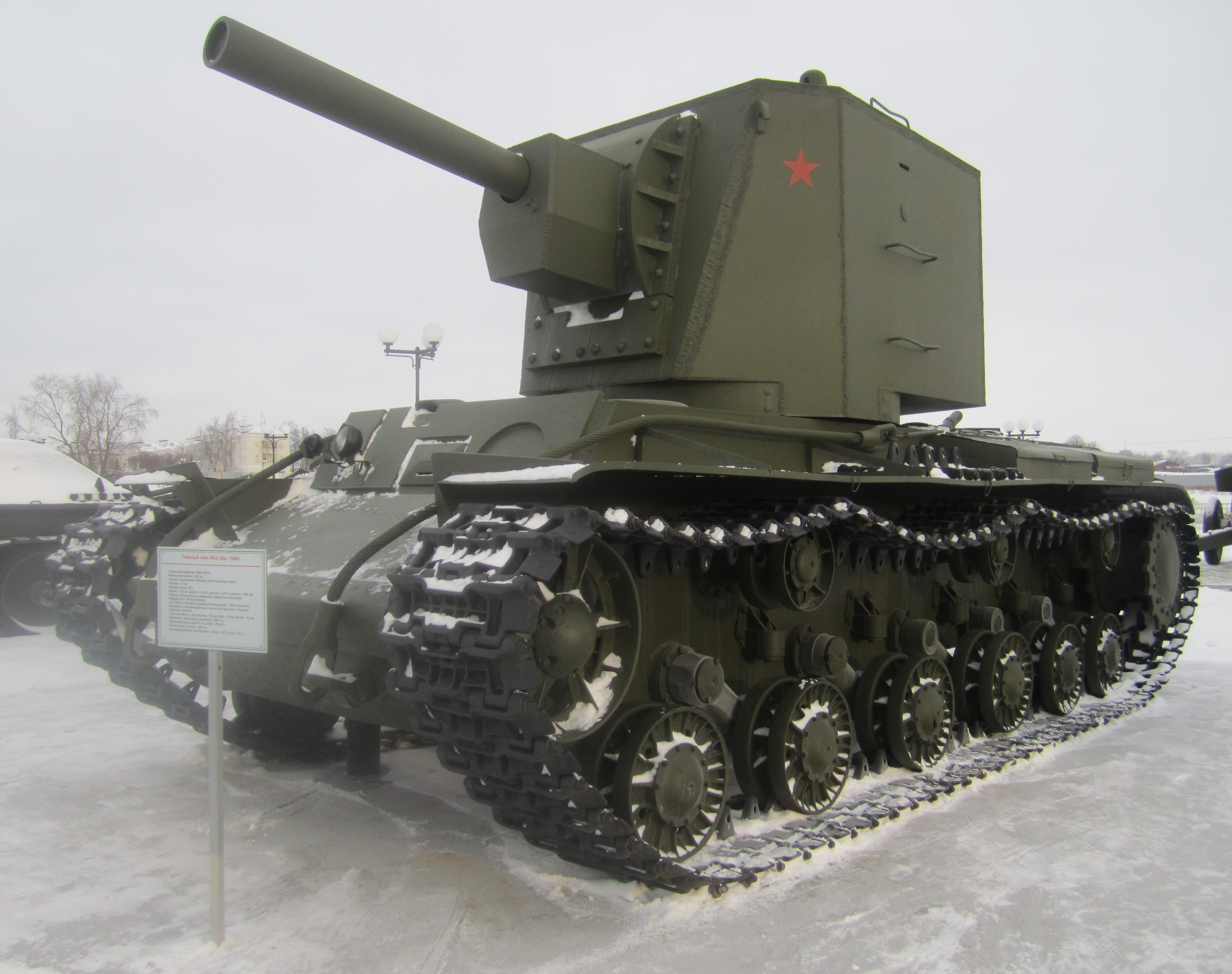
初期生産型のKV-2 1939年型のレプリカ

1939年、フィンランドに侵攻したソ連軍は、カレリア地峡の国境地帯に築かれたフィンランド軍の強固な防衛陣地、マンネルハイム線に前進を阻まれ大損害を強いられ、前線からは強力な火力支援戦車の要請が送られた。
そのため、当時開発が終わって採用されたばかりのKV-1重戦車をベースに、152mm榴弾砲M-10を備えた新しい回転砲塔を設計・搭載した陣地突破用戦車が開発された。（設計はレニングラードのキロフスキー工場の設計局による）1939年12月の開発要請に対し、1940年1月末には試作車完成、2月には増加試作型2両が完成し（その後同型の増加試作型はもう1両完成した）、直ちに冬戦争に送られるという突貫作業であった。前線に送られた2両は、2月11日、マンネルハイム線の一角であるスンマ地区で初めて実戦投入された。
本車の装備する152mm榴弾砲の絶大な火力は、開発当初の要望に十二分に応えた。また、送られたうちの1両は、フィンランド陸軍のボフォース 37mm対戦車砲弾を48発も命中させられたにもかかわらず、砲塔前面で110mm、側面75mmの重装甲はその砲弾をことごとく跳弾するか、受け止めたため装甲が窪みこそしたものの、戦闘に支障を来さなかった。この活躍を受け、火力支援型KVは早速正式採用された。
当初、この戦車は単に「大型砲塔KV（KV s bolshoi bashnei）」として区別されていただけだったが、正式採用に伴いKV-2と名付けられ、ソ連の戦車兵からは親しみを込め、「ドレッドノート」と呼ばれた。
試作車および初期生産ロットの車輛は、全て平面の装甲板による、平面形が7角形の砲塔を搭載していたが、後に装甲板の構成が簡略化され、両側面は途中でカーブした1枚板の装甲を持つ、平面形が6角形の砲塔となり、1940年末以降の生産車に搭載された。この主量産型砲塔は初期型砲塔に比べてわずかに背が低く、また、後面に近接防御用のDT機銃も備えていた。KV-2は、1940年-1941年にかけて、増加試作型を含め202両が生産された。
しかし、2名の装填手を要する分離装薬式の砲弾は発射速度は遅く、砲塔も人の背丈ほどもあった。また、砲塔は大幅に大型化しているにも関わらずターレットリング径はKV-1と同じで、数tもある砲塔を支えることに多大な無理を生じさせていた。重い砲塔は、車体が傾いた状態では満足に回転させることもできず、通常のKV-1でさえ難がある機動性と信頼性はさらに低くなった。そのため、ターレットリングはのちに改善されている。
これほど運用上の制約がある車両でありながら、通常の戦車と混成で同じように扱われたため、いたずらに消耗を重ねることとなった。このため、KV-2は開戦後ほどなくして生産は打ち切られ、ソ連戦車としては比較的少数の生産で終わった。
その後、大戦中のソ連軍では、火力支援用途には大口径・長射程の牽引火砲やBM-13 カチューシャが主力となり、また、対戦車用途も考慮した重自走砲としてケースメート式のSU-152 ズヴェロボーイ/ISU-152なども開発されたが、KV-2のような重装甲・回転砲塔式の突破戦車は（ペーパープランはさておき）作られなかった。

## 独ソ戦での活躍

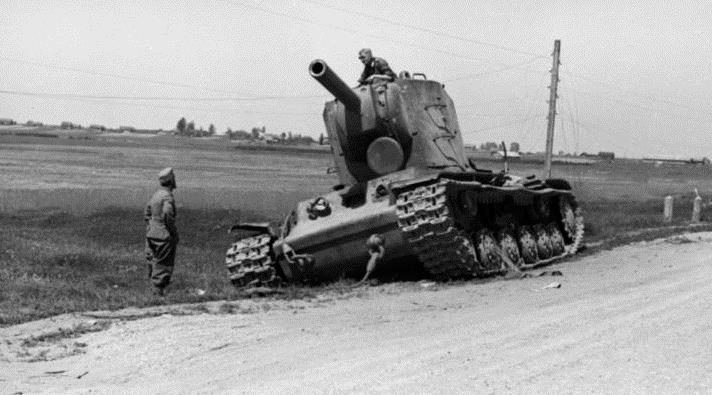
放棄されたKV-2（1940年型）
1941年夏 独ソ戦初期の撮影

1941年6月の独ソ戦開戦後は、フィンランド戦を生き残った増加試作型、量産型ともに前線に投入され、フィンランド戦同様、その巨体と重装甲はドイツ兵を驚愕させた。
なお、ドイツ軍は放棄されたKV-2を少数ながら鹵獲しており、Pz. Kpfw.KW-2 754(r)の名称で使用している。ドイツ軍が鹵獲使用した物には、砲塔天面右前部にIV号戦車の車長用キューポラを増設した独自改造車が存在した。

## 登場作品

### 映画
『ガールズ&パンツァー 劇場版』
プラウダ高校の使用戦車として1940型が登場。

### アニメ
『ガールズ&パンツァー』
1940年型がプラウダ高校の使用戦車として登場。同校隊長のカチューシャは車高が高く、乗った時の眺めが良いからという理由で“かーべーたん”乃至“頼れる同志”と呼ぶほど気に入っている。
『ブレイブウィッチーズ』
第5話で登場。主人公のひかり達が猛吹雪の中で乗り捨てられたKV-2を発見し、車内に入って吹雪をしのいでいた。

### ゲーム
『Tank Troopers』
デフォルメ化されたKV-2が登場。55,000G（Gはゲーム内の通貨）を支払うと選択可能となる。
『War Thunder』
1939年型と1940年型のほか、プレミアム車両としてドイツ軍の鹵獲仕様Pz. Kpfw.KW-2 754(r)（1940年型にIV号戦車のキューポラをつけたもの。ジェリカンラックも増設されている）、107mm砲搭載型KV-2Zis6が登場。プレイヤーが操作可能。
『World of Tanks』
ソ連の重戦車として登場。研究を進めることで砲塔が1939年型から1940年型以降のものになる。
World of Tanks Blitz
ソ連TierVI重戦車KV-2として開発可能。
『アッシュアームズ-灰燼戦線-』
スマートフォン用ゲームアプリ。赤色十月同盟学連所属の重戦車として登場。ゲーム内で数多くの兵器が美少女にデフォルメされている中、熊の着ぐるみを着ている異色のキャラクター。
『コンバットチョロQ』
アリーナのライトクラスの30番目の他、特定の作戦に登場。
使用できる戦車中、重量が最高に設定されており、被弾時に点滅して挙動が止まることの無い唯一の戦車でもある。
『新コンバットチョロQ』
プレイヤーが使用可能な「Qタンク」として登場。

『トータル・タンク・シミュレーター』
ソビエト連邦の改重戦車として40年型が登場。またKV-1も登場。
『ミリ姫大戦』
ゲーム内のキャラクターが使用する兵器として登場。
『虫けら戦車』
ニンテンドー3DSソフト。「ギガント」の名で登場する。